# 汪胜洋
汪胜洋（1966年5月—），男，汉族，江苏宝应人，中华人民共和国政治人物。现任上海市政协经济和金融委员会副主任，民建上海市委副主委。第十四届全国政协委员。